# Nora Stanton Blatch Barney

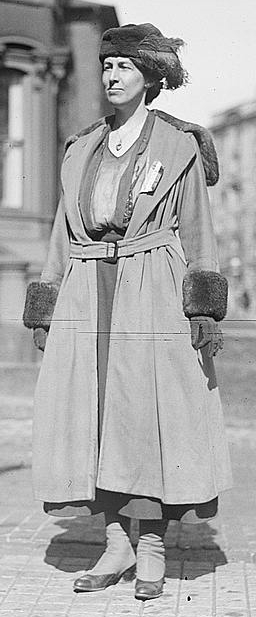
Nora Stanton Blatch Barney, 1921

Nora Stanton Blatch Barney (* 30. September 1883 in Basingstoke, England; † 18. Januar 1971 in Greenwich, Connecticut) war eine US-amerikanische Bauingenieurin, Architektin und Frauenrechtlerin.

## Leben
Nora Stanton Blatch war die Tochter von William Blatch und Harriot Eaton Stanton Blatch und Enkelin von Elizabeth Cady Stanton, welche beide an der Spitze der Frauenbewegung in den Vereinigten Staaten standen. In den 1890er Jahren zog die Familie von England nach New York um. 1901 begann Blatch an der Cornell University zu studieren und erhielt 1905 als erste Frau in den Vereinigten Staaten einen Universitätsabschluss in Bauingenieurswissenschaften. Im selben Jahr wurde sie als erste Frau in die American Society of Civil Engineers aufgenommen. Sie arbeitete zuerst für die American Bridge Company, dann für das New York City Board of Water Supply.
Sie studierte auch Mathematik und Elektrotechnik an der Columbia University und begann als Assistentin des Erfinders und Rundfunkpioniers Lee De Forest zu arbeiten, den sie 1908 heiratete. Sie lebten gemeinsam in New Jersey, wo Blatch für De Forests Unternehmen arbeitete. 1909 wurde ihre gemeinsame Tochter Harriot Stanton De Forest geboren. Im selben Jahr trennte sich das Paar, unter anderem weil De Forest nicht damit einverstanden war, dass seine Frau nach der Geburt ihres Kindes weiter arbeiten wollte. Blatch kehrte nach New York zurück und arbeitete für die Radley Steel Construction Company und die New York Public Service Commission.
1912 ließ sie sich von Lee De Forest scheiden. 1914 begann sie, auf Long Island als Architektin zu arbeiten, wo sie als Planerin zahlreicher Gebäude bekannt wurde. 1919 heiratete sie den Schiffbauingenieur Morgan Barney. Ihre zweite Tochter, Rhoda, wurde 1920 geboren, ihr Sohn John 1922. 1935 zogen sie nach Greenwich (Connecticut), wo Nora Stanton Blatch Barney ebenfalls als Architektin arbeitete. Sie plante auch das Haus für ihre eigene Familie, in dem sie bis an ihr Lebensende wohnte.

## Politisches Engagement
Schon Nora Stanton Blatch Barneys Mutter und Großmutter waren aktive Frauenrechtlerinnen gewesen. Ihre Großmutter Elizabeth Cady Stanton war Mitbegründerin der National American Woman Suffrage Association. Auch Nora Stanton Blatch Barney setzte sich ihr Leben lang für das Frauenwahlrecht ein. An der Universität gründete sie eine Frauenrechtsorganisation. Später wurde sie Herausgeberin der Zeitschrift Women’s Political World der Organisation Women’s Political Union. Wie ihre Mutter war sie Mitglied der National Woman’s Party, die sich für die Gleichberechtigung von Frauen einsetzte. Seit dem Beginn des Zweiten Weltkrieges trat Nora Stanton Blatch Barney außerdem als Friedensaktivistin hervor. In ihrer Schrift „World Peace Through a Peoples Parliament“ vertrat sie die Ansicht, eine (von Männern und Frauen paritätisch besetzte) Weltregierung müsse den internationalen Frieden sichern. Ab 1952 setzte sie sich aktiv für einen Waffenstillstand im Koreakrieg ein. 1950 musste sich Nora Stanton Blatch Barney einer Untersuchung durch das Komitee für unamerikanische Umtriebe stellen, sie wies die Vorwürfe aber mit dem Hinweis zurück, alle ihre Aktivitäten sollten dem Wohl Amerikas dienen.

## Veröffentlichungen
- World Peace Through a Peoples Parliament: A Second House in World Government, selbst veröffentlicht, 1944
- Women as Human Beings, Greenwich, Conn., Selbst veröffentlicht 1946
- Life Sketch of Elisabeth Cady Staton, Selbst veröffentlicht, 1948